# Freddy Heirman
Freddy Heirman (23 juli 1948) is een Belgisch voetbaltrainer en voormalig voetballer . Hij werkt als assistent-trainer bij Sporting Lokeren. Tussen 1 en 6 april 2009 was hij hoofdtrainer van Sporting Lokeren, na het vertrek van Georges Leekens. Op 26 januari 2010 werd hij weer interim-hoofdtrainer, na het vertrek van Jacky Mathijssen.

## Spelerscarrière
Heirman speelde bij Scela Zele, Eendracht Zele, Lokerse SV en SK Overmere.

## Trainerscarrière
Heirman was hoofdtrainer bij Lokerse SV, KAV Dendermonde, Jong Lede, Eendracht Zele.
Tussen 1991 en 1996 was hij trainer van meerdere Belgische nationale jeugdelftallen. Van 1996 tot 2000 was hij assistent-trainer van drie opeenvolgende Belgische bondscoaches: Paul Van Himst, Wilfried Van Moer en Georges Leekens. In 2000 verliet hij de nationale ploeg. Vanaf dan tot 2004 was hij assistent-trainer bij Sporting Lokeren, onder hoofdtrainers Leekens, Paul Put en Franky Van der Elst.
Tussen 2004 en 2007 was Heirman assistent-trainer van Leekens bij KAA Gent. Hij volgde Leekens in 2007 naar Sporting Lokeren. Daar bleef hij assistent tot het vertrek van Leekens in april 2009. Op dat moment werd hij hoofdtrainer ad interim. Enkele dagen later werd hij opgevolgd door Aleksandar Janković.
Na het ontslag van Jacky Mathijssen werd Heirman hoofdtrainer ad interim van Sporting Lokeren.
Op 11 juni 2010 werd bekend dat Heirman assistent-trainer wordt bij GBA, aan de zijde van Glen De Boeck